# Rancapaku
Rancapaku is een bestuurslaag in het regentschap Tasikmalaya van de provincie West-Java, Indonesië. Rancapaku telt 8767 inwoners (volkstelling 2010).